# Glenda Doran
Glenda Doran es una deportista estadounidense que compitió en tiro con arco, en la modalidad de arco compuesto. Ganó dos medallas en el Campeonato Mundial de Tiro con Arco en Sala, broince en 1991 y plata en 1993.

## Palmarés internacional
| Campeonato Mundial en Sala | Campeonato Mundial en Sala | Campeonato Mundial en Sala | Campeonato Mundial en Sala |
| Año                        | Lugar                      | Medalla                    | Prueba                     |
| -------------------------- | -------------------------- | -------------------------- | -------------------------- |
| 1991                       | Oulu (Finlandia)           | Medalla de bronce          | Individual                 |
| 1993                       | Perpiñán (Francia)         | Medalla de plata           | Individual                 |